# Alex Britti
Alex Britti, właśc. Alessandro Britti (ur. 23 sierpnia 1968 w Rzymie) – włoski piosenkarz i gitarzysta.

## Życiorys
W wieku 20 lat stworzył pierwszy zespół bluesowy i zaczął pracować w rzymskich klubach razem z zagranicznymi muzykami, będącymi we Włoszech, takimi jak Luoisiana Red, Buddy Miles, Billy Preston, aż do europejskiego tournée wraz z Rosą King. Wielki sukces nadszedł dopiero w 1998 z piosenką Solo una volta (o tutta la vita), która od razu znalazła się na szczytach list przebojów.
W październiku 1998 opublikowany został album It.Pop, który sprzedał się w 300.000 kopii.
W 1999 Britti wziął udział w Festiwalu w San Remo, wygrywając w kategorii Nuove proposte (Nowe propozycje) piosenką Oggi sono io.
W 2000 wydał swój drugi album, La vasca i jego dwa single Una su 1.000.000 oraz La vasca znowu doprowadziły go do najwyższych miejsc na listach.
W 2001 po raz kolejny wziął udział w Festiwalu w San Remo z piosenką Sono contento, która zajęła siódme miejsce. 5 stycznia 2002 został zaproszony do programu Un Ponte fra le stelle, poświęconemu dziecięcym ofiarom terroryzmu, gdzie wykonał wraz z Elisą No woman no cry Boba Marleya.
W 2003 trzeci raz wystąpił w San Remo, zajmując drugie miejsce piosenką 7000 caffè. Później wydał swój trzeci album, 3, który zawierał single La vita sognata i Lo zingaro felice.
W 2005 wydał piąty album, Festa, na którym przedstawione zostały 3 utwory opracowane z Maurizio Costanzo. Z albumu zostały wybrane 3 single: Prendere O Lasciare, Festa i Quanto Ti Amo.
W 2006 powrócił do Festiwalu w San Remo piosenką ...Solo con te, zajmując trzecie miejsce w kategorii Mężczyzn (Uomini). W tym samym roku powstał duet z Edoardo Bennato, Notte di mezza estate, który stał się wielkim przebojem i był wielokrotnie śpiewany podczas wspólnej trady koncertowej obu artystów.
29 września 2007 nagrał drugi włoski album MTV Unplugged w historii: koncert, który podsumował wszystkie wielkie sukcesy Brittiego, zagrany na gitarze, wydany został 1 stycznia 2008, a transmitowany w telewizji 28 stycznia. Razem z Brittim zagrali: Luca Scorziello – perkusja, Stefano Sastro – pianino, Luca Trolli – gitara elektryczna, Emanuele Brignola – kontrabas, Rosy Messina i Gabriella Scalise – chórek, Hugo Tempesta – miksowanie utworów.
Aktualnie artysta mieszka w Rzymie.

## Dyskografia

### Albumy oficjalne
- 1998 – It.Pop
- 2000 – La vasca
- 2003 – 3
- 2005 – Festa
- 2008 – Alex Britti MTV Unplugged

### Albumy nieoficjalne
- 1992 – Alex Britti

### Single
- 1998 – Solo una volta (o tutta la vita)
- 1998 – Gelido
- 1999 – Oggi sono io
- 1999 – Mi piaci
- 2000 – Una su 1.000.000
- 2000 – La vasca
- 2001 – Sono contento
- 2001 – Io con la ragazza mia tu con la ragazza tua
- 2003 – 7000 caffè
- 2003 – La Vita sognata
- 2003 – Lo zingaro felice
- 2005 – Prendere o lasciare
- 2006 – Festa
- 2006 – Quanto ti amo
- 2006 – Solo con te
- 2006 – Notte di mezza estate
- 2008 – Milano
- 2008 – L'isola che non c'è
- 2009 – Piove
- 2009 – Buona Fortuna
- 2011 – Niedojrzali

## Covery
- W 2000 hiszpański piosenkarz Sergio Dalma wydał cover piosenki Solo una volta (o tutta la vita) Alexa Brittiego, zaśpiewany po hiszpańsku i zatytułowany Solo una vez. Piosenka została zaśpiewana w duecie z Brittim a następnie dołączona do albumu Sergio Dalmy Vida Nueva.
- W 2001 Mina wydała cover Oggi sono io, wydany na CD i zarezerwowany wyłącznie dla radia (nie był w oficjalnej sprzedaży).